# Izabel Rosa Pereira
Izabel Rosa Pereira (* 13. Oktober 1910 in Caputira) ist eine brasilianische Supercentenarian und Altersrekordlerin. Seit dem Tod von Inah Canabarro Lucas am 30. April 2025 gilt sie als älteste lebende Person in Brasilien und in Südamerika. Weiterhin ist sie nach Ethel Caterham, Marie-Rose Tessier und Naomi Whitehead die viertälteste lebende Person weltweit und die sechstälteste brasilianische Person, die jemals gelebt hat.

## Leben
Izabel Rosa Pereira wurde am 13. Oktober 1910 auf dem Hof ihres Onkels in Caputira geboren, einer Stadt im brasilianischen Bundesstaat Minas Gerais, in der sie ihr gesamtes Leben verbrachte. Sie war das vierte Kind ihrer Eltern Manoel Pinto Moreira und Francisca Leocádia Moreira. Izabel Rosa Pereira heiratete Antônio José Pereira, mit dem sie zwölf Kinder hatte. Dieser starb am 3. April 2001.
Es ist bekannt, dass Pereira gerne geräucherten Speck und Kohlbrei mit Bohnen isst. Sie interessiert sich für Nachrichten aus der Welt und genießt den Besuch von Familie und Freunden. Laut Pereira ist ihre Familie für sie das Wichtigste in der Welt. Am 26. Oktober 2024 wurde Pereiras Alter von LongeviQuest verifiziert. Am 30. April 2025 wurde Pereira mit dem Tod von Inah Canabarro Lucas zur ältesten lebenden Person in Brasilien und in Südamerika. Sie gilt zudem als viertälteste lebende Person der Welt und als sechstälteste brasilianische Person, die jemals gelebt hat.
Aktuell ist Pereira 114 Jahre und 295 Tage alt.